# Petovia dichroaria
Petovia dichroaria là một loài bướm đêm trong họ Geometridae.